# Skidflygning
Skidflygning är en vintersport som utvecklats ur backhoppningen.

## Upplägg
I skidflygning är utförandet detsamma som i klassisk backhoppning. Backarna är dock väsentligt längre, med en kritisk punkt från 145 till 215 meter. Hoppen blir därför längre. Världsrekordet som mäter 253,5 meter (2017) sattes av österrikaren Stefan Kraft vid tävlingar i Vikersund, Norge. Svenskt rekord i skidflygning, 207,5 meter, innehas av Isak Grimholm, IF Friska Viljor. Rekordet sattes 22 mars 2007 i Planica.
Andra anläggningar för skidflygning är Harrachov i Tjeckien, Kulm i Österrike, Oberstdorf i Tyskland och Vikersund i Norge. Vid skidflygningstävlingar är tävlingsledningen om möjligt ännu mer mån om hopparnas säkerhet än vid vanlig backhoppning. Backens vind, temperatur och luftströmmar mäts kontinuerligt.

## Historik
Skidflygningen kan härledas till 1930-talet. Vid backhoppningstävlingar i Bloudkova velikanka i Planica i Jugoslavien blev österrikaren Josef Bradl först att hoppa över 100 meter.
Kvinnor tilläts inte tävla i skidflygning förrän från och med säsongen 2022/2023. Framförallt Norge hade då drivit att tillåta kvinnligt deltagande. Den 13 april 2022 röstade Internationella skidförbundet slutligen bort förbudet.

### Fotnoter
1. ↑  Frank Östergren (20 mars 2005). ”Marit räddar backhoppet” (på svenska). Sportbladet. https://www.aftonbladet.se/sportbladet/fotboll/a/KvMy6X/marit-raddar-backhoppet. Läst 25 mars 2019.
2. ↑  Moa Jörnmark (13 april 2022). ”Damer får tävla i skidflygning” (på svenska). SVT Sport. https://www.svt.se/sport/backhoppning/historiska-fis-beskedet-damer-far-tavla-i-skidflygning. Läst 13 april 2022.